# 러브, 데스 + 로봇
러브, 데스 + 로봇(영어: LOVE DEATH + ROBOTS)은 미국의 성인 SF 웹 애니메이션으로, 넷플릭스에서 방영된다. 2019년 3월 15일 시즌 1으로 18화가 공개되었다.